# District d'Udupi
Le district d'Udupi (en kannada : ಉಡುಪಿ ಜಿಲ್ಲೆ, Udupi jille) est un des 30 districts de l'état du Karnataka en Inde.

## Histoire
Il est issu de la partition du District de Dakshina Kannada en août 1997, les trois taluks de Udupi, Karkal et Kundapur formant alors le district d'Udupi qui est côtier de la Mer d'Arabie. 
C'est à la suite de la quatrième guerre du Mysore en 1799 que le territoire du district est annexé par les britanniques, qui l'intègrent au district de Canara de la Présidence de Madras. En 1859, le district de Canara est divisé en deux, le territoire du district d'Udupi étant joint au district de Sud-Canara. Avec la décolonisation en 1947, il restait attaché à l'État de Madras, puis en 1956 avec la réorganisation des états indiens, il passa sous administration de l'État de Mysore (le Karnataka actuel), auquel avait été cédé le district de Sud-Canara (renommé Dakshina Kannada).

## Administration
Le chef-lieu du district est la ville d'Udupi.
Les ports de Malpe et Gangolli sont deux centres de pêche important pour l'état du Karnataka. Les entrées aéroportuaires du district sont offertes par l'Aéroport international de Mangalore à Bajpe.
Le district a un taux d'alphabétisation de 92% et les langues parlées sont le Tulu, le Kannada et le Konkani.

## Religion
- Anegudde et son temple de Ganesha,
- Barkur, capitale historique du Tulu Nadu et ses temples Jains,
- La mosquée bi-centenaire de Jamia Masjid,
- Udupi, où le temple de Sri Krishna ainsi que les huit monastères (mathas) madhvistes confèrent à la ville une notoriété importante,
- Le village de Kuthpady, avec son temple de Subramania qui attire les pèlerins par milliers lors des Subramania Shrashi de novembre et décembre,
- Le village de Pajaka où Madvacharya prêcha le la philosophie Dvalta,
- Kollur, dans les Ghats occidentaux, où se situe le sanctuaire de la déesse Mookambika et qui attire des pèlerins du Tamil Nadu au Kerala,
- Karkala avec ses temples jains et statues géantes de Gomateshouara.

## Tourisme
Le district est connu pour sa cuisine dite Udupi Cuisine ou « Cuisine d'Udupi ». Cette cuisine est une référence pour les restaurants végétariens de tout le sud de l'Inde, à Bombay, Madras, Haiderabad ou Bangalore. Elle est aussi renommée pour le service raffiné qu'elle prescrit. 

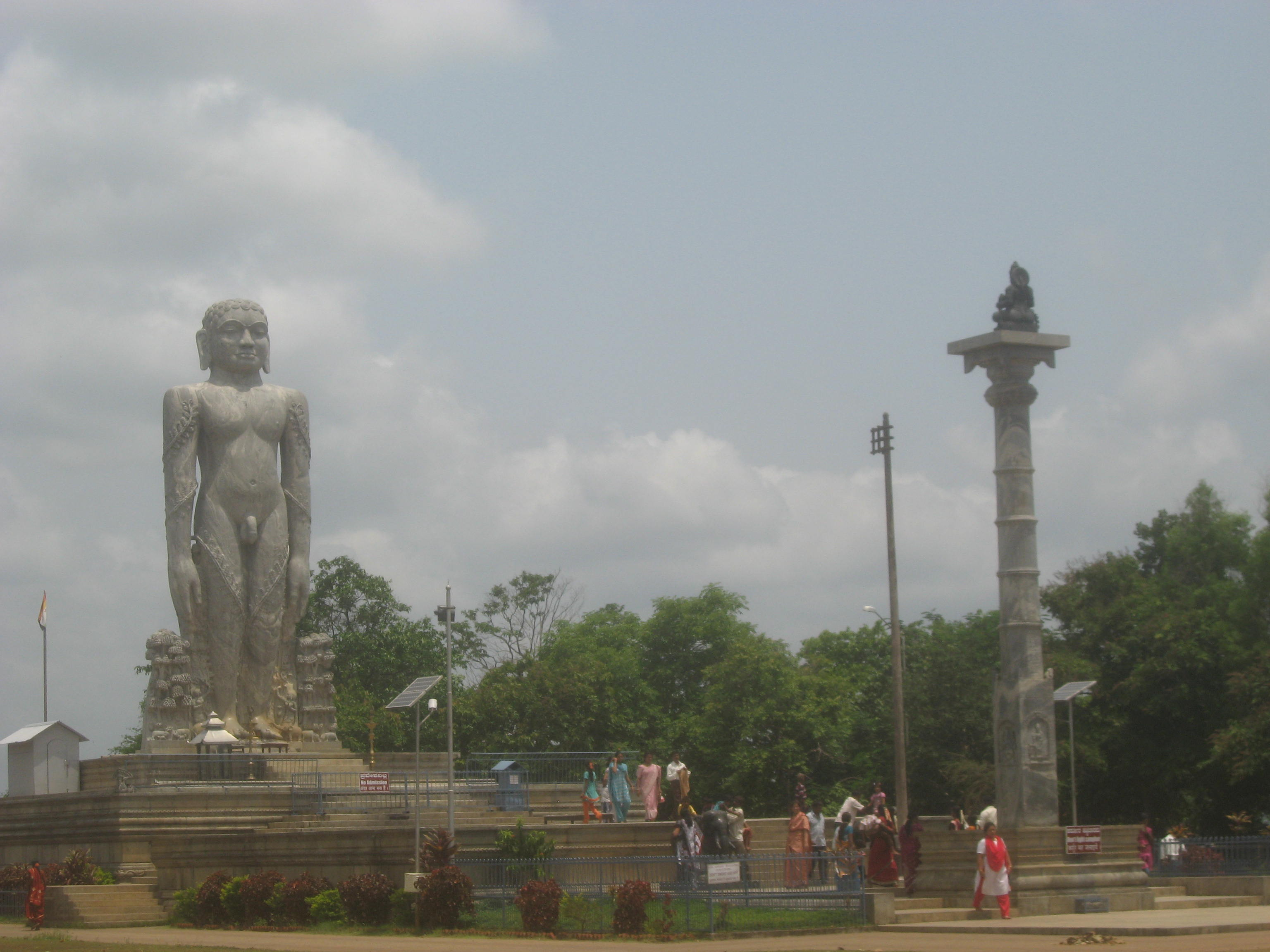
statue géante.

Le festival annuel de Attur Church qui attire de nombreux groupes ethniques.

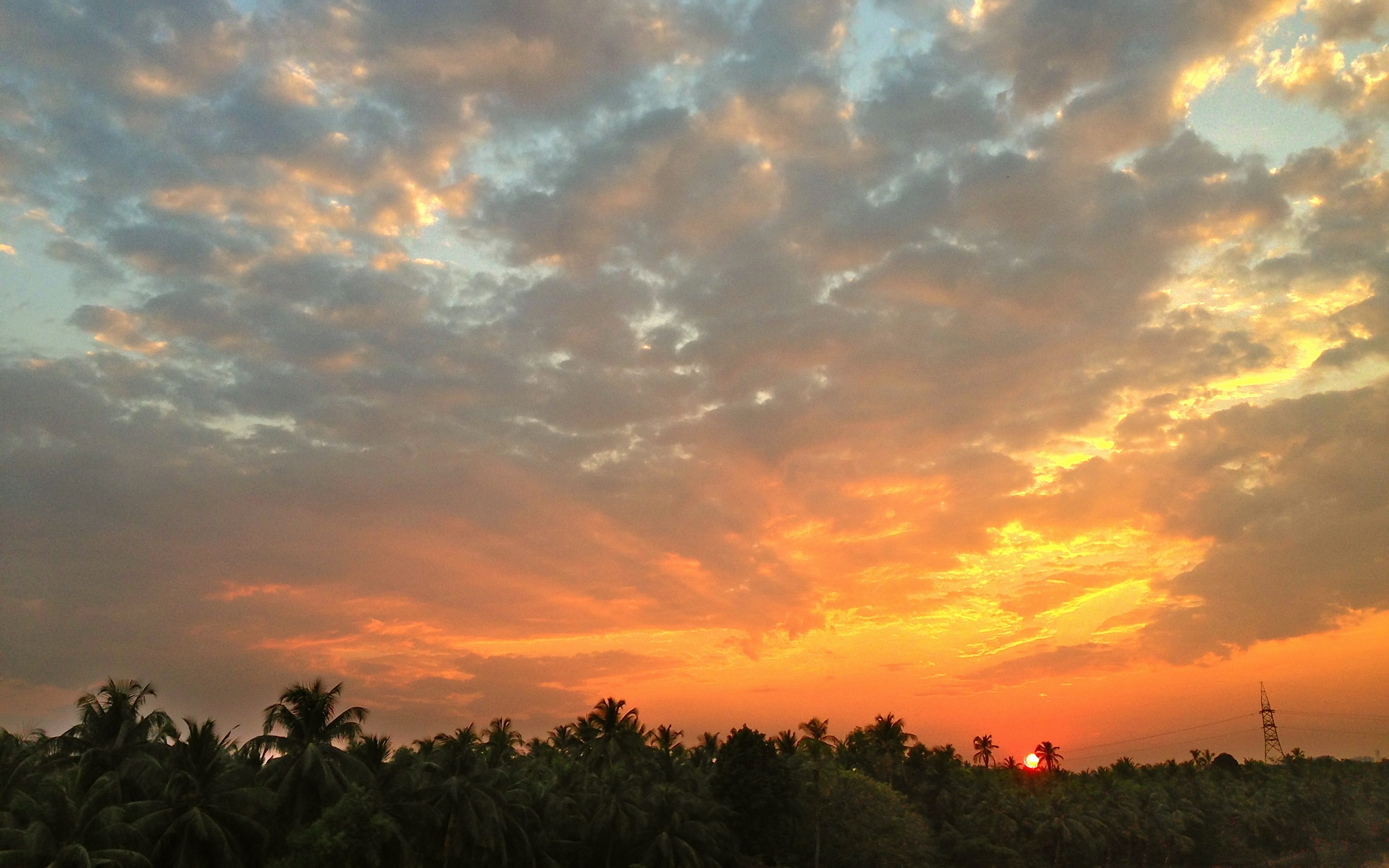
Coucher de soleil à Udupi.

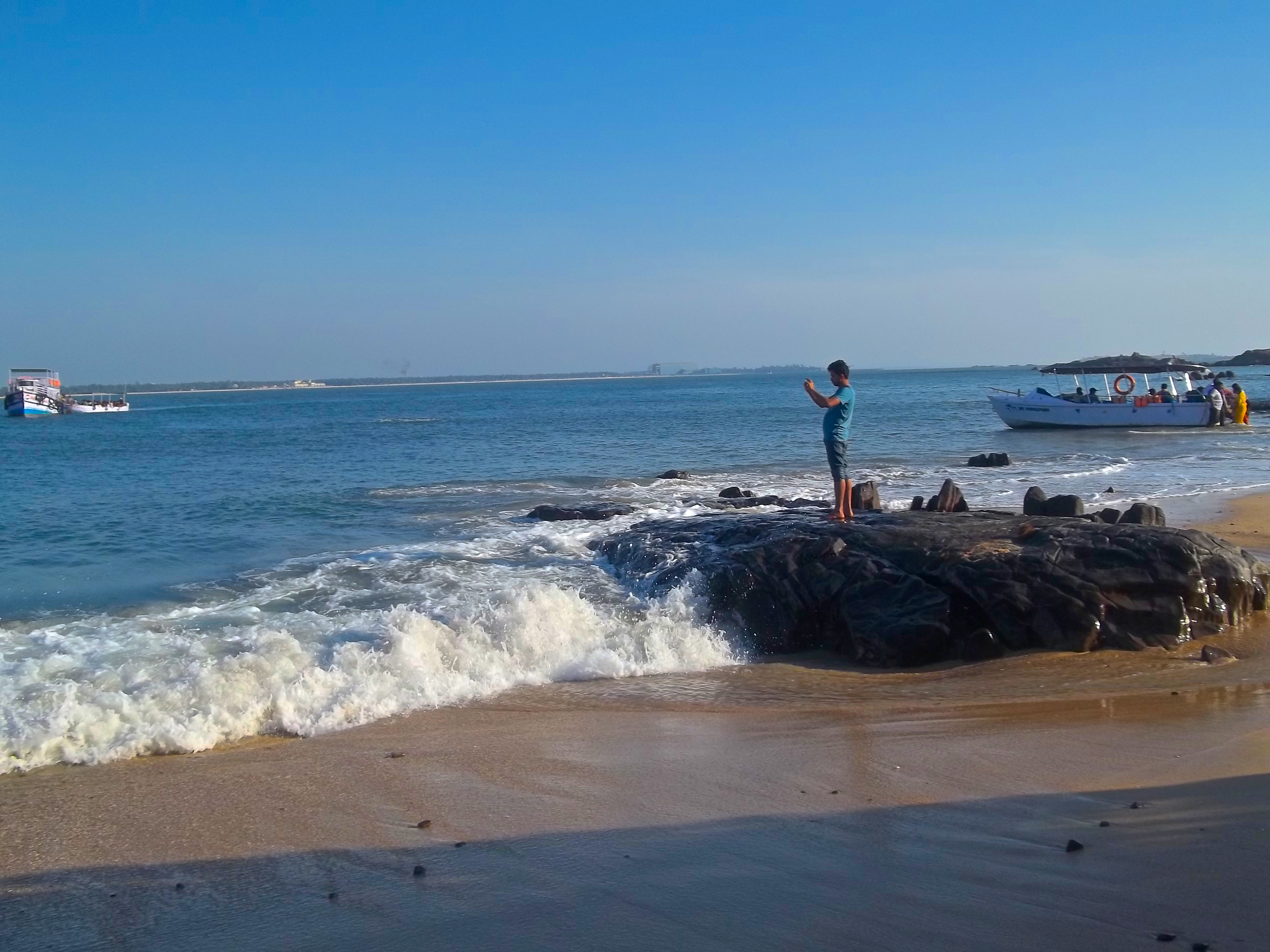
Plage à Malpe.

Le district a deux sanctuaires de la faune sauvage dans sa partie est qui borde les Ghâts :
- le sanctuaire de Someshwara,
- le sanctuaire de Moukambika.

## Rivières
Le district est traversé par les rivières Souparnik, Swarnā, Chakrā, Sitā, Varāhi et Kubjā qui forment un dédale aquatique est un réseau d'îles . Une part de ces îles, nommées Kudrū,  sont encore sauvages.
La Sithanadi, rivière aux deux cascades, Jomlu Thirtha et  Kudlü Thirthā.